# قرار مجلس الأمن التابع للأمم المتحدة رقم 1598

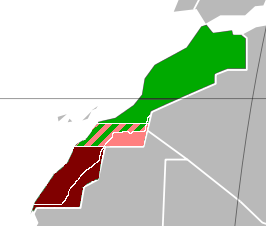
موقع ريو دي أورو

قرار مجلس الأمن التابع للأمم المتحدة رقم 1598، المتخذ بالإجماع في 28 نيسان / أبريل 2005، بعد الإشارة إلى جميع القرارات السابقة بشأن الحالة في الصحراء الغربية، بما في ذلك القرارات 1495 (2003) و1541 (2004) و1570 (2004)، مدد المجلس ولاية بعثة الأمم المتحدة للاستفتاء في الصحراء الغربية حتى 31 أكتوبر 2005.
وأعاد مجلس الأمن التأكيد على الحاجة إلى حل دائم لمشكلة الصحراء الغربية، بما يكفل حق تقرير المصير لشعب الإقليم. تم حث كل من المغرب وجبهة البوليساريو على التعاون مع الأمم المتحدة لإنهاء المأزق السياسي والتوصل إلى حل للنزاع الذي طال أمده. كما تم دعوة جبهة البوليساريو للإفراج عن جميع أسرى الحرب وفقاً للقانون الإنساني الدولي، بينما كان عليها، إلى جانب المغرب، التعاون مع اللجنة الدولية للصليب الأحمر لتحديد مصير المفقودين. يجب احترام جميع الاتفاقات العسكرية المبرمة مع بعثة الأمم المتحدة للاستفتاء في الصحراء الغربية.
وفي غضون ذلك، طُلب من الأمين العام كوفي عنان تقديم تقرير عن وضع البعثة، بما في ذلك مراجعة هيكلها. ودُعيت الدول الأعضاء إلى النظر في الإسهام في تدابير بناء الثقة لتيسير زيادة الاتصال الشخصي، مثل الزيارات العائلية.

## روابط خارجية
- نص القرار في undocs.org